# Castellnou de Seana (kommunhuvudort)
Castellnou de Seana är en kommunhuvudort i Spanien.   Den ligger i provinsen Província de Lleida och regionen Katalonien, i den östra delen av landet, 400 km öster om huvudstaden Madrid. Castellnou de Seana ligger 274 meter över havet och antalet invånare är 720.
Terrängen runt Castellnou de Seana är platt. Runt Castellnou de Seana är det glesbefolkat, med 17 invånare per kvadratkilometer. Närmaste större samhälle är Tàrrega, 14,0 km öster om Castellnou de Seana. Trakten runt Castellnou de Seana består till största delen av jordbruksmark.